# Colin Renfrew

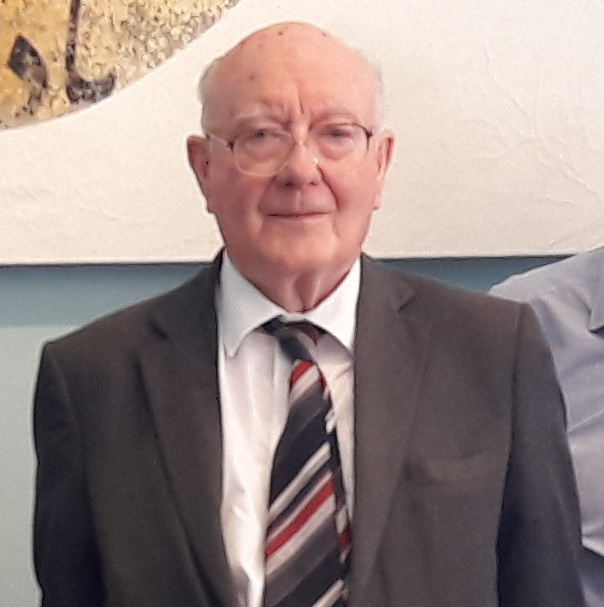
Lord Renfrew of Kaimsthorn, 2018

Andrew Colin Renfrew, Baron Renfrew of Kaimsthorn (* 25. Juli 1937 in Stockton-on-Tees; † 24. November 2024 in Cambridge) war ein britischer Archäologe, der für seine Arbeiten über die Radiokohlenstoffdatierung, Archäogenetik und den Schutz archäologischer Fundstätten vor Plünderungen bekannt ist.

## Leben
Renfrew absolvierte 1962 das St John’s College an der University of Cambridge. Bereits 1961–1963 arbeitete er als Experte für Obsidian an der ersten Grabungskampagne in Çatalhöyük unter James Mellaart mit. 1965 wurde er mit einer Arbeit über die Jungsteinzeit auf den Kykladen promoviert.
1972 wurde Renfrew Professor an der University of Southampton. 1973 veröffentlichte er die vielbeachtete Arbeit Before Civilisation: The Radiocarbon Revolution and Prehistoric Europe, in der er die Annahme bezweifelte, dass prähistorische kulturelle Neuerungen im Nahen Osten entstanden seien und sich anschließend über Europa verbreitet hätten. 1983 wurde er Disney Professor of Archaeology an der Universität Cambridge. Die Stelle hatte er bis zur Pensionierung 2004 inne. 1990 wurde er Direktor des McDonald Institutes an der University of Cambridge, eines Instituts für die archäologische Forschung.
Renfrew war ab 1965 verheiratet mit Jane Margaret Ewbank und hatte mit ihr eine Tochter und zwei Söhne.

## Forschungsschwerpunkte
Colin Renfrew prägte die in den 1960er Jahren entstandene New Archaeology – bekannt auch als Processual Archaeology – entscheidend. Renfrew beschäftigte sich neben seinen ersten Arbeiten zur frühen Kulturentwicklung (vor allem in der Ägäis) in jüngerer Zeit mit dem Problem der Verwandtschaft und Ausbreitung der Sprachen. Dabei verband er die „indogermanische Ursprache“ mit der Neolithisierung Europas. Er kritisierte die von Marija Gimbutas formulierte Kurgan-Hypothese und erklärte die Ausbreitung der Indogermanische Sprachen über Europa stattdessen durch seine Anatolien-Hypothese.
In den 1980er Jahren griff er Ansätze der theoretischen Archäologie aus seinen frühen Jahren wieder auf. Hatte er sich seinerzeit mit linguistischen Einflüssen befasst, begann er jetzt, die Kognitive Archäologie zu begründen, die Ausgrabung des Bewusstseins, das frühere Völker hatten und das deswegen einfloss in die verschiedenen Gegenstände, die sie erschufen oder im Sinne ihrer Bedürfnisse umgestalteten. Dafür versuchte er zu klären, welche Formen von Wechselwirkungen es gab zwischen diesen Gesellschaften und ihrer materiellen Umgebung, ggf. auch, wie deren kulturell-zivilisatorische Umgestaltung auf die Völker zurückwirkte. In den 2000er Jahren baute er den theoretischen Hintergrund seines Ansatzes weiter aus. Wie interagieren Menschen und Dinge? Wird eine symbolische Bedeutung zunächst abstrakt im Bewusstsein entwickelt und dann mit Objekten umgesetzt oder entsteht sie durch Ritualisierung des praktischen Umgangs mit Dingen?
Im Spektrum der Wissenschaften 1/1984 publizierte er den Artikel Die Megalithkulturen. In Hinblick auf die megalithischen Bauten des heutigen Britanniens wies er darin auf das Fehlen von Rangunterschieden zwischen den Bestatteten im Inneren der großen, oft über Jahrhunderte in Gebrauch gewesenen Gemeinschaftsgräber hin. Aus diesem Befund, der sich auf durchschnittlich 17 Verstorbene pro Generation bezieht (acht weiblich, neun männlich), schlussfolgerte er in einer zusammenfassenden Hypothese, dass die Megalithkulturen – anders als solche, die ihre pyramidale Machthierarchie durch monumentale Gräber für Einzelherrscher zum Ausdruck brachten – von „egalitären“ Gruppen errichtet worden seien.
Den „functional-processual“-Ansatz der in den 1960er Jahren begründeten New Archaeology wollte er ab den 1990er Jahren durch eine als „cognitive-processual“ bezeichnete Methode weiterentwickeln. Hierfür sei der symbolische Gehalt der jeweils untersuchten Objekte zu berücksichtigen, so dass nicht nur „Funktionen“ wie etwa die Steigerung der Bodenproduktivität durch die von einer prähistorischen Bevölkerungsgruppe erzielten technischen Fortschritte zugelassen seien, sondern eine ganzheitliche Betrachtung der betreffenden Kultur ermöglicht werde. Archäologische Befunde wie das erwähnte Fehlen einer Ranghierarchie unter den Bestatteten im Inneren der megalithischen Gemeinschaftsgräber ließen auf die Mentalität des Volkes, das solch Objekt erschuf und nutzte, schließen: sein soziales Miteinander, die Art seines Glaubens (an ein Leben im unterirdischen 'Jenseits') und Ähnliches. Er vertrat damit nach eigenen Aussagen einen anderen Ansatz als die „postprocessual“ oder „interpretive“ Theorien, insofern deren Bestrebung lediglich sei, den Vektor der Funktionalität in hermeneutischer Weise zu ergänzen. Zu weiteren Einzelheiten der Egalitäts-Hypothese siehe Kognitive Archäologie.
Etwa um die Jahrtausendwende fokussierte er seinen Ansatz des symbolischen Gehalts der Forschungsobjekte auf die Fragestellung der frühen Religionen oder vielmehr: des rituellen Verhaltens vor dem Beginn einer Religion im Sinne des heute sogenannten Götter-Glaubens (Deismus). Anhand entsprechender Interpretation der vorgefundenen Relikte identifizierte 2001 den Chaco Canyon in Südwest-Amerika als Ort, an dem Verhaltensweisen mit Ausdrücken hoher Verehrung stattgefunden hätten: Rituale von High devotional expression. Er definierte diese Lokalität als Ziel gemeinschaftlicher Zusammenkünfte, ähnlich der christlichen Wallfahrten. Die Art der damaligen Rituale unterschied er von denen der heutigen Religionen, indem er aus dem Fehlen jeder Ikonographie (Darstellung personaler, individueller Gottheiten einschließlich ihrer übernatürlichen Kräfte) auf die Abwesenheit jener Form von Götterverehrung schloss.
Im Zuge dieser Arbeiten führte er Aspekte seiner früheren Tätigkeiten zusammen. Insbesondere identifizierte er auch die Horte von Kavos auf der griechischen Insel Keros, Göbekli Tepe in Anatolien, die Orkneys, die Osterinsel, die Megalithischen Tempel von Malta und Stonehenge als Orte von high devotional expression.
Als Doktorand machte er 1963 den ersten Survey des Kavos-Feldes auf der Kykladeninsel Keros und leitete 1978/88 zusammen mit Christos Doumas die bis dato größte Ausgrabung von Kavos. Die Auszeichnung mit dem Balzan-Preis im Jahr 2004 ermöglichte es ihm, mithilfe des Preisgeldes noch einmal eine große Ausgrabung zu organisieren. Mit der Unterstützung der University of Cambridge, des Institute of Aegean Prehistory (INSTAP), der British Academy, der British School at Athens sowie mehrerer Stiftungen und Vereine konnte er in den Jahren 2006 bis 2008 drei Grabungskampagnen im Kavos-Feld im Westen der Insel Keros und auf dem vorgelagerten Eiland Daskalio durchführen. Sie erbrachten herausragende Ergebnisse, so den mit Abstand größten Hortfund der Kykladenkultur und die größte Siedlung der Keros-Syros-Kultur.

## Mitgliedschaften
Colin Renfrew gehörte unter anderem dem Ancient Monuments Board for England (1974–1984), dem Ancient Monuments and Advisory Committee (HMBC) (1983–2002), der Historic Buildings and Monuments Commission for England (1983–1986), dem Science and Conversation Panel (HMBC) (1983–1986) und der Royal Commission on Historic Monuments (England) (1976–1985) an. Er war Chairman des Archaeological Committees (RCHM) (1979–1983), Mitglied des Science-Based Archaeological Committees (SERC) (1979–1983) und Trustee des British Museums (1991–2001).

## Ehrungen
Im Jahr 2003 wurde Renfrew mit dem Europäischen Latsis-Preis ausgezeichnet, 2004 mit dem Balzan-Preis für Prähistorische Archäologie. 2007 wurde er zum Ehrenmitglied der Russischen Akademie der Wissenschaften ernannt. Er ist Fellow der British Academy und ordentliches Mitglied der Academia Europaea. 1991 wurde er als Baron Renfrew of Kaimsthorn, of Hurlet in the District of Renfrew, zum Life Peer erhoben und wurde dadurch Mitglied des House of Lords. 1996 wurde er in die National Academy of Sciences und 2006 in die American Philosophical Society gewählt. Im Jahr 2000 wurde er als korrespondierendes Mitglied in die Österreichische Akademie der Wissenschaften aufgenommen.

## Werke
- The Emergence of Civilisation: the Cyclades and the Aegean in the Third Millennium BC. Methuen, London 1972; neu herausgegeben und mit einem Vorwort versehen von John Cherry, Bannerstone, Oakville, Conn. 2010 und Oxbow, Oxford 2010, ISBN 978-0-9774094-7-1.
- (Hrsg.) The Explanation of Culture Change: Models in Prehistory. Konferenzband zur Konferenz an der Universität Sheffield. Duckworth, London 1973.
- Before Civilisation, the Radiocarbon Revolution and Prehistoric Europe. Penguin, London 1973.
- (Hrsg.) British Prehistory, a New Outline. Noyes Press, Park Ridge, NJ. und Duckworth, London 1974. Eine Einführung für Studenten.
- Problems in European Prehistory. Edinburgh University Press, Edinburgh 1979, ISBN 0-85224-355-3. Eine Sammlung von 18 Beiträgen.
- (Hrsg. mit Kenneth Cooke) Transformations: Mathematical Approaches to Culture Change. Academic Press, New York 1979, ISBN 0-12-586050-1.
- mit Judson T. Chesterman u. a.: Investigations in Orkney. Research Reports of the Society of Antiquaries of London. Band 38, London 1979.
- (Hrsg., mit J. Malcolm Wagstaff) An Island Polity: the Archaeology of Exploitation in Melos. Cambridge University Press, Cambridge 1982, ISBN 0-521-23785-8.
- (Hrsg., mit Stephen Shennan) Ranking, Resource and Exchange. Cambridge University Press, Cambridge 1981, ISBN 0-521-24282-7.
- (Hrsg., mit Michael J. Rowlands und Barbara Abbott Segraves) Theory and Explanation in Archaeology. The Southampton Conference. Academic Press, New York 1982, ISBN 0-12-586960-6.
- Approaches to Social Archaeology. Edinburgh University Press & Harvard University Press 1984, ISBN 0-674-04165-8.
- The Archaeology of Cult. The Sanctuary at Phylakopi. British School at Athens, London 1985, ISBN 0-500-96021-6.
- (Hrsg., mit Marija Gimbutas und Ernestine S. Elster), Excavations at Sitagroi: A Prehistoric Village in North East Greece. Band 1. Los Angeles 1985, ISBN 0-917956-51-6.
- (Hrsg., mit John F. Cherry) Peer Polity Interaction and Socio-Political Change. Cambridge University Press, Cambridge 1986, ISBN 0-521-11222-2.
- Archaeology and Language: The Puzzle of the Indo-European Origins, Cape, London 1987, ISBN 0-224-02495-7.
- mit Paul Bahn: Archaeology: Theories, Methods and Practice. Thames and Hudson, London 1993, ISBN 0-500-27867-9.
- (Hrsg., mit Ezra B. W. Zubrow) The Ancient Mind: Elements of Cognitive Archaeology. Cambridge University Press, Cambridge 1994, ISBN 0-521-45620-7.
- (Hrsg., mit Chris Scarre) Cognition and Material Culture: the Archaeology of Symbolic StorageCognition and material culture, Sammlung von Beiträgen für eine Konferenz am McDonald Institute for Archaeological Research in Cambridge im September 1996 The Archaeology of External Symbolic Storage: the Dialectic between Artefact and Cognition: the archaeology of symbolic storage. McDonald Institute for Archaeological Research, Cambridge 1998, ISBN 0-9519420-6-9.
- (Hrsg. mit David Nettle) Nostratic: Examining a Linguistic Macrofamily. McDonald Institute for Archaeological Research, Cambridge 1999, ISBN 1-902937-00-7.
- Loot, Legitimacy and Ownership, the Ethical Crisis in Archaeology. Duckworth, London 2000, ISBN 0-7156-3034-2.
- (Hrsg., mit Katie Boyle) Archaeogenetics: DNA and the population prehistory of Europe. McDonald Institute for Archaeological Research, Cambridge 2000, ISBN 1-902937-08-2.
- (Hrsg., mit April McMahon und Larry Trask) Time Depth in Historical Linguistics. McDonald Institute for Archaeological Research, Cambridge 2001, ISBN 1-902937-06-6.
- Prehistory. The Making of the Human Mind. London 2007.
- Excavations at Phylakopi in Melos 1974–77. The British School at Athens, Supplementary Volume 42, London 2007, ISBN 978-0-904887-54-9.
- mit Paul Bahn: Archeology Essentials. Theories, Methods, and Practice. Thames & Hudson, London 2007, ISBN 0-500-28637-X.
  - deutsch: Basiswissen Archäologie. Theorien, Methoden, Praxis. übersetzt von Helmut Schareika, Wissenschaftliche Buchgesellschaft (WBG), Darmstadt 2009, Lizenzausgabe Philipp von Zabern, Mainz 2009, ISBN 978-3-8053-3948-3.
- (Hrsg. mit Christos Doumas, Lila Marangou, Giorgos Gavalas) Keros, Dhaskalio Kavos – the investigations of 1987–88. McDonald Institute for Archaeological Research, University of Cambridge, 2007, ISBN 978-1-902937-43-4.